# شرکت ای‌بی‌اس-سی‌بی‌ان
شرکت ای‌بی‌اس-سی‌بی‌ان (به انگلیسی: ABS–CBN Corporation) یک شرکت چندرسانه‌ای در فیلیپین است. ای‌بی‌اس-سی‌بی‌ان بیشتر در پخش تلویزیون و رادیو فعالیت می‌کند.

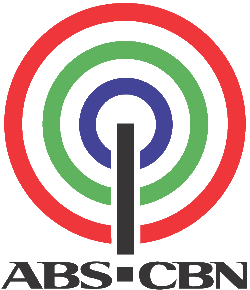
ABS-CBN آرم 2000-2013 استفاده